# Focke-Achgelis
Focke-Achgelis fue una compañía de helicópteros alemana fundada en 1937 por Henrich Focke y Gerd Achgelis.

## Descripción

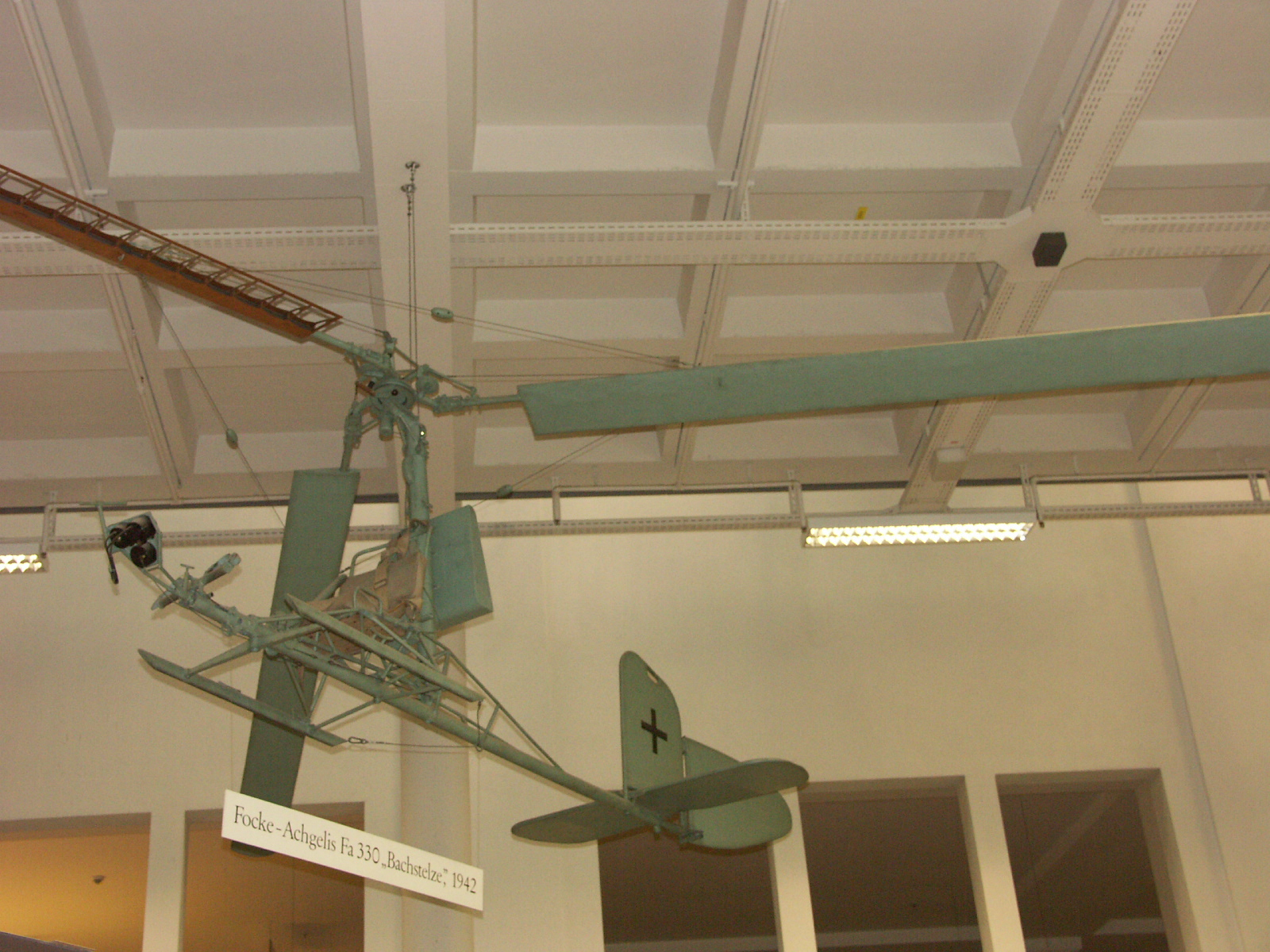
1943 Focke-Achgelis Fa 330.

El primer helicóptero completamente controlable (opuesto al autogiro) fue el Focke-Wulf Fw 61, con el que Hanna Reitsch hizo demostraciones en 1936 en Berlín, Alemania.

## Formación
En 1937 los accionistas de Focke-Wulf presionaron a Heinrich Focke a abandonar la compañía fundando una nueva especializada en helicópteros.

## Diseños
- Focke-Achgelis Fa 223 Drache (dragón), helicóptero de transporte (prototipo)
- Focke-Achgelis Fa 225, helicóptero planeador (prototipo)
- Focke-Achgelis Fa 266 Hornisse (avispón), helicóptero (prototipo)
- Focke-Achgelis Fa 330 Bachstelze (lavandera), helicóptero (prototipo)
- Focke-Achgelis Fa 336 helicóptero de exploración (prototipo), 1944